# Bleptina pithosalis
Bleptina pithosalis là một loài bướm đêm trong họ Noctuidae.